# Peter Strahm
El agente especial Peter Strahm es un personaje ficticio de la serie de películas Saw. Scott Patterson es el encargado de darle vida al agente Peter Strahm en la cuarta y quinta secuela de la saga.

## Perfil
El Agente Strahm y la agente Pérez del FBI comienzan a investigar el caso de Jigsaw luego de la desaparición de la detective Allison Kerry. Pero cuando su cadáver es encontrado sujeto a una trampa del psicópata, interrumpen la investigación de Hoffman y Rigg ya que creen que no lo hacen bien. Hoffman propone la teoría de que la que metió a Kerry en su trampa fue Amanda, o Jigsaw utilizando algún tipo de grúa. Pero Strahm lo niega, y empieza a sospechar que Hoffman podría ser culpable, argumentando que Amanda pesa 49 kilos y Kerry 59 y que Jigsaw está demasiado débil principalmente por su cáncer. La fotógrafa descubre una bala dentro del cuerpo de Kerry y Pérez la manda a que le tomen las huellas digitales. 
Luego se reporta la desaparición del detective Hoffman y Rigg y que la bala contiene las huellas de Rigg. Las tropas de SWAT investigan la casa de Rigg y encuentran una "trampa" de Jigsaw ya acabada y el cadáver de una prostituta. La casa está llena de enigmas y pistas que acusan a la joven y van dirigidas a Rigg, dándole las instrucciones de un nuevo "juego". Strahm interroga a Jill Tuck (la exesposa de Jigsaw) intensamente y esta le revela todo el pasado de John. Al mismo tiempo, él y la agente Pérez van siguiendo los rastros del "juego" de Rigg y los cadáveres que este deja a su paso.
Una de las trampas mata a la fotógrafa forense y otra hiere a Pérez, además de advertirle que Strahm va a matar a un hombre inocente próximamente. (Posiblemente se refiera a Jeff Reinhart) Pérez va al hospital y Strahm vuelve a interrogar a Jill de forma casi violenta. Inmediatamente, Strahm se da cuenta de que Jigsaw se esconde en el edificio "Gideon" (un antiguo frigorífico que John había alquilado para hacer su taller). 
Completamente desesperado por evitar más muertes, Peter va hacia el edificio Gideon sin la ayuda de nadie. Strahm descubre allí el cadáver de Amanda, Lynn y Jigsaw y, a su lado, a Jeff, ya que luce amenazante, Strahm mata a Jeff ante los gritos de este "¿Dónde está mi hija?". Momentos después, el forense Hoffman (revelado como el nuevo sucesor de Jigsaw) aparece en escena, encierra a Strahm dentro de la habitación y apaga las luces. Strahm no ve su rostro y se queda allí solo. Se dice que es él quien tiene que rescatar a Corbett Reinhart, hija de Jeff y Lynn Denlon.
En Saw V, Strahm vuelve como uno de los protagonistas. Al comienzo de la película, que termina por encontrar un pasaje secreto en el interior de la sala de operaciones donde Jigsaw, Lynn, Amanda, y Jeff fueron asesinados, el pasillo secreto se reveló porque brillaba en la oscuridad la pintura. La cinta advierte a Strahm dentro de no proceder por el pasillo, pero Strahm no hace caso a la advertencia y sigue hacia adelante de todas formas. Un enmascarado lo captura y lo pone en una trampa mortal, con la intención de ahogarlo por el llenado con agua. Strahm da a sí mismo una traqueostomía de emergencia con un lapicero a fin de mantener su respiración y, en definitiva, sobrevive a la trampa, para sorpresa de Hoffman. 
Mientras se recupera en el hospital, Strahm comienza a discutir con Hoffman, de porqué la agente Lindsey Pérez antes de morir menciona el nombre de Hoffman. Esto hace qué Peter Strahm se obsesione con Hoffman. Strahm le pide permiso a Erikson para interrogar a Jill Tuck una última vez, pero este se lo niega. Strahm se obsesiona con el caso. Hoffman, al saber qué Strahm le sigue de cerca, establece a Strahm como sospechoso de ser cómplice de Jigsaw además de Amanda Young estratégicamente por la plantación de pruebas. El tiempo en las pistas Hoffman va a su casa, y posteriormente a una habitación que contenía una caja de vidrio, y tras una breve refriega con Hoffman, Strahm lo encierra en la trampa. Pero la puerta de cierra automáticamente y Strahm le exige a Hoffman la manera de abrirla y este señala la cinta y al reproducirla, Jigsaw le dice a Strahm que si no le hacía caso jamás se volvería a saber de él, nunca encontrarían su cadáver y su legado pasaría a ser de él. La caja comienza a descender en el suelo mientras las paredes empiezan a cerrarse, como un compactador de basura. Strahm trata de escapar a través de la reja en el techo, pero es finalmente aplastado hasta la muerte. Al final de Saw V se puso de manifiesto a partir de la grabación de cinta de Strahm que fue creada por Hoffman, si bien al quedar aplastado en la trampa, nunca se volvería a encontrar su cadáver lo que haría pensar a todos que Strahm era el aprendiz de Jigsaw. Erickson, desesperado por encontrar a Strahm, había puesto un rastreador en el teléfono celular de Strahm, que Hoffman ha puesto en la habitación, incluyendo un retrato de Erickson. Erickson llega a la habitación y cree que es Strahm el aprendiz de Jigsaw, dejando a Hoffman para reanudar su trabajo como el próximo Jigsaw, desapercibidas.
En Saw VI Hoffman culpa a Strahm como el último aprendiz, colocando su teléfono celular en una escena del crimen de Jigsaw y usando su mano mutilada recuperada de la trampa que lo aplastó hasta la muerte para dejar huellas digitales en las víctimas y trampas de Jigsaw. A pesar de que su compañera Pérez y su jefe Erikson descubren ambos su inocencia, ambos son asesinados antes de que puedan hacer algo con la evidencia, dejando a Strahm como el sospechoso principal como aprendiz de Jigsaw.

## Apariciones
- Saw IV
- Saw V
- Saw VI (Flashback)

- Datos: Q10750356